# Jefferson Mena Sánchez
Jefferson Mena Sánchez (Quibdó, 1976) es un político colombiano, que se desempeñó como Gobernador del Departamento de Chocó,  

## Biografía
Cristiano confeso, Hijo de Marino Mena Mena y de Salma Sánchez, Casado hace 20 años y con un hijo, nació en Quibdó, capital de Chocó, en 1976. Es profesional en Relaciones Internacionales y Asuntos Políticos de la Universidad Militar Nueva Granada, habiéndose graduado con título Cum laude; así mismo, posee una especialización en Desarrollo, Gobierno y Gestión Pública y otra en Diseño y evaluación de Política Pública. También posee una Maestría de Gobierno y Política Pública de la Universidad Pompeu Fabra, de Barcelona (España).
En el sector público se ha desempeñado en múltiples cargos administrativos, entre ellos el de Coordinador del Despacho del Ministerio de Defensa, Coordinador de Consejos de seguridad Presidencial, encargado con Funciones consulares del Consulado de Colombia en Vancouver, el de Director del despacho del Ministerio de Agricultura, el de Director Territorial de la Oficina del Alto Comisionado para la Paz Director de Pedagogía y convivencia de la Oficina del Comisionado de Paz, Representante del Presidente en el Consejo Nacional de Reincorporacion y el de Asesor de Presidencia de la República como coordinador del Plan de Reacción Integral de la Estrategia Zona Futuro en el pacífico nariñense.
El 24 de abril de 2020 fue nombrado como Gobernador de Chocó, en carácter de encargado, tras y de donde salió con más del 80% de aprobación, durante su periodo logró darle transparencia a las finanzas del Choco, Entregar por primera vez una unidad de cuidados intensivos en el Hospital San Francisco de Asis, Otorgar matrícula gratis a todos los estudiantes de la Universidad Tecnológica del Choco además de denunciar capítulos de corrupción que encontró, entre otros. su encargo se da luego de la detención y suspensión del gobernador Ariel Palacios Calderón, acusado de supuestas irregularidades de más de 2.000 millones de pesos en contratos firmados por su gobierno. En este cargo fue nombrado gracias al apoyo de los sectores políticos del departamento y a su cercanía con el presidente Iván Duque Márquez.
Ejerció el puesto hasta julio de 2020, cuando la Procuraduría levantó la sanción contra Palacios para que hiciera frente a la escasez de camas de cuidados intensivos en el departamento, en el marco de la Pandemia de COVID-19.